# Associazione Calcio Milan 2005-2006
Questa voce raccoglie le informazioni riguardanti l'Associazione Calcio Milan nelle competizioni ufficiali della stagione 2005-2006.

## Stagione

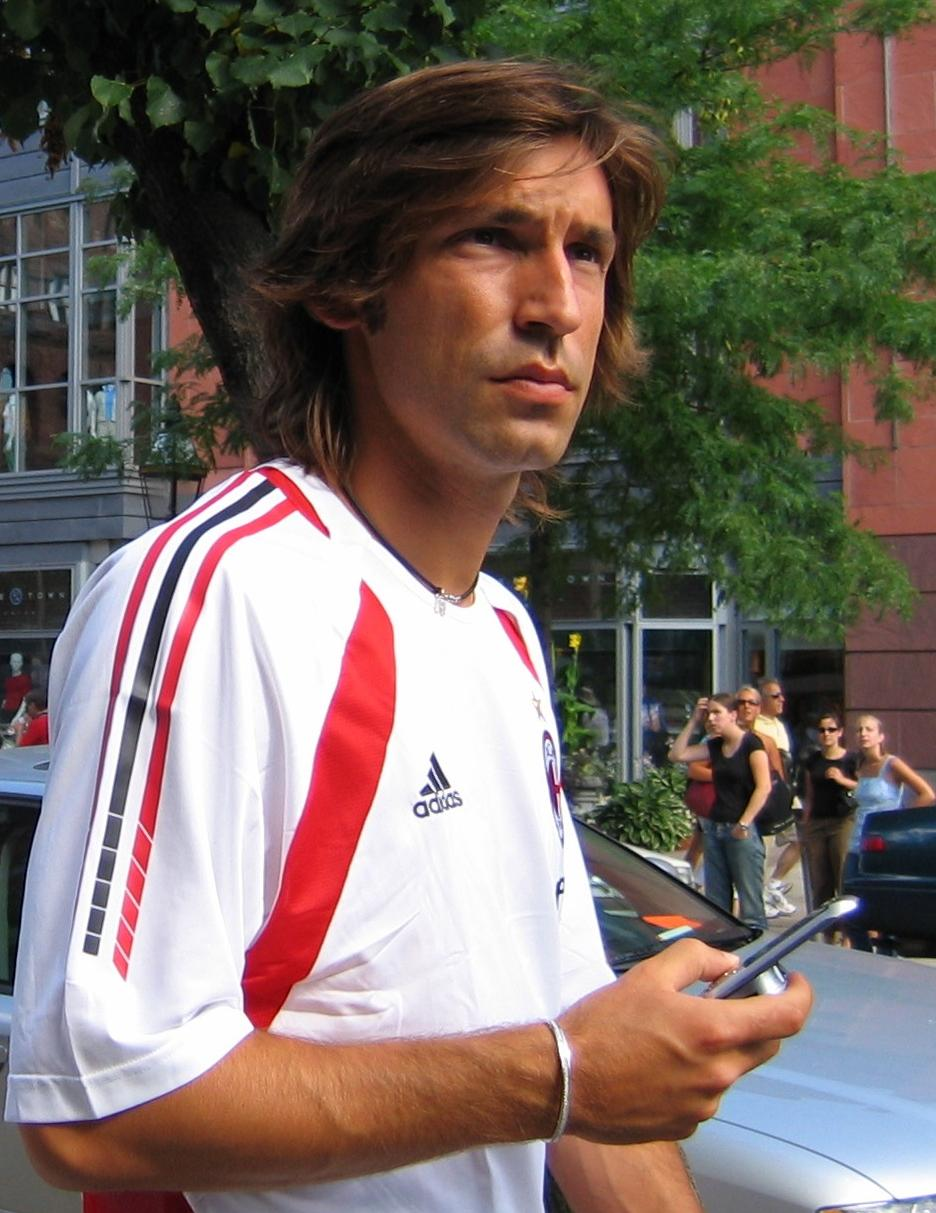
Andrea Pirlo, titolare inamovibile nel Milan di Ancelotti.

Partiti Tomasson e Hernán Crespo, nell'estate 2005 il Milan ingaggia il giovane attaccante Alberto Gilardino, secondo nella classifica cannonieri dei due campionati precedenti con la maglia del Parma, l'esterno ceco Marek Jankulovski, il portiere Željko Kalac, il centrocampista svizzero Johann Vogel e il centravanti Christian Vieri, proveniente dall'Inter, poi ceduto a gennaio al Monaco e sostituito dal brasiliano Márcio Amoroso. Christian Abbiati e Cristian Brocchi vengono prestati rispettivamente a Juventus e Fiorentina. Lasciano definitivamente il club Pancaro e Dhorasoo.
In campionato, in casa la squadra ottiene 18 vittorie e un pareggio (1-1 contro la Sampdoria), con risultati meno buoni in trasferta. Con questo rendimento nelle partite interne eguaglia il record stabilito dal Grande Torino nel 1948-1949, con 18 vittorie e un pareggio in 19 partite. Nel girone d'andata, dopo aver inflitto ai bianconeri la loro prima e unica sconfitta in campionato (3-1 a San Siro il 29 ottobre 2005), i rossoneri perdono il derby: non accadeva dal marzo 2002. Nel girone di ritorno, con 16 vittorie in 19 gare, il Milan riduce da 14 a 3 i punti di svantaggio sulla squadra piemontese, chiudendo il campionato a 88 punti, quota che rappresenta un record per i rossoneri, da quando è stato introdotto il girone unico. In seguito alle sentenze relative allo scandalo del calcio italiano questo scudetto verrà poi revocato ai bianconeri e assegnato, a differenza dell'anno precedente, all'Inter a tavolino, terza classificata dopo i risultati del campo, mentre il Milan sarà penalizzato di 30 punti e declassato quindi dalla seconda posizione alla terza a 58 punti per delibera della CAF per responsabilità oggettiva. con questa classifica il Milan si qualifica per i preliminari di Champions League 2006-2007.
In Coppa Italia la squadra viene eliminata ai quarti di finale dal Palermo dopo aver avuto la meglio sul Brescia agli ottavi.
In Champions League, dopo aver vinto il proprio girone con un punto di vantaggio sul PSV precedendo anche Schalke 04 e Fenerbahçe, l'8 marzo 2006 il Milan sconfigge il Bayern Monaco per 4-1 nel ritorno degli ottavi di finale di Champions League, eliminandolo dopo l'1-1 dell'Allianz Arena. Il club rossonero, così, diventa l'unica squadra europea ad aver partecipato ai quarti di finale della competizione in tutte le ultime quattro edizioni. Con questi risultati il club riesce a consolidare il suo primato nella classifica della UEFA. Ai quarti di finale il Milan estromette i francesi del Lione, pareggiando per 0-0 in Francia e battendo gli avversari per 3-1 a San Siro: sono decisive le reti nei minuti finali di Inzaghi e Ševčenko. Grazie a questo gol l'ucraino (che al termine della competizione sarà capocannoniere con 9 gol) diventa il miglior marcatore di tutti i tempi della Champions League. La squadra viene eliminata in semifinale dal Barcellona, (allenato dall'ex rossonero Frank Rijkaard) poi vincitore del trofeo: nella partita di andata a San Siro vincono i blaugrana per 1-0 (gol di Giuly), mentre la partita di ritorno al Camp Nou (in cui si registra un gol annullato a Ševčenko che secondo la critica era regolare) termina 0-0. Si tratta della seconda eliminazione nella storia del club in semifinale di Coppa dei Campioni-Champions League, dopo quella del 1956 subita a vantaggio del Real Madrid. Al termine della stagione Ševčenko è ceduto al Chelsea dopo sette anni in rossonero.
A fine stagione, il Milan viene coinvolto, insieme ad altre importanti società italiane, nello scandalo di Calciopoli per presunti illeciti sportivi relativi alla stagione 2004-2005. Il 25 luglio 2006 la Corte Federale, alla quale il club era ricorso contro la sentenza di primo grado della giustizia sportiva, condanna il Milan a scontare una penalizzazione di 30 punti nel campionato 2005-2006 (più 8 punti in quello 2006-2007); il club scivola così dalla seconda alla terza posizione in classifica, piazzamento utile per la qualificazione ai preliminari della Champions League 2006-2007. Adriano Galliani, vicepresidente, e Leonardo Meani, addetto agli arbitri, vengono puniti con un'inibizione pari rispettivamente a 9 mesi e 2 anni e 6 mesi.

## Divise e sponsor
Lo sponsor tecnico per la stagione 2005-2006 è Adidas, mentre lo sponsor ufficiale è Opel Zafira. La divisa è una maglia a strisce verticali della stessa dimensione, rosse e nere, con pantaloncini bianchi e calzettoni neri. La divisa di riserva è completamente bianca, mentre la terza divisa è una maglia e pantaloncini neri con calzettoni neri.
| Casa | Trasferta | Terza divisa | 1ª portiere | 2ª portiere |

## Organigramma societario
Dal sito internet ufficiale della società.
Area direttiva
- Presidente: carica vacante[1]
- Vicepresidenti: Adriano Galliani (vicario), Paolo Berlusconi, Gianni Nardi
- Amministratore delegato: Adriano Galliani

Area organizzativa
- Direttore organizzativo: Umberto Gandini
- Team manager: Silvano Ramaccioni

Area comunicazione
- Direttore comunicazione: Vittorio Mentana
- Vicedirettore comunicazione: Giuseppe Sapienza

Area marketing
- Vicedirettore commerciale & marketing: Laura Masi

Area tecnica
- Direttore sportivo: Ariedo Braida
- Allenatore: Carlo Ancelotti
- Allenatore in seconda: Mauro Tassotti
- Preparatori atletici: Daniele Tognaccini (responsabile), Giovanni Mauri
- Preparatori dei portieri: Villiam Vecchi (responsabile), Beniamino Abate

Area sanitaria
- Medici sociali: Jean Pierre Meersseman (coordinatore), Armando Gozzini, Massimiliano Sala
- Fisioterapisti: Giorgio Puricelli, Tomislav Vrbnjak
- Massofisioterapista: Roberto Morosi
- Chiropratico: Johannes Breum
- Massaggiatore: Roberto Boerci

## Rosa
| N. |                       | Ruolo | Calciatore                           |
| -- | --------------------- | ----- | ------------------------------------ |
| 1  | Brasile (bandiera)    | P     | Dida                                 |
| 2  | Brasile (bandiera)    | D     | Cafu                                 |
| 3  | Italia (bandiera)     | D     | Paolo Maldini (capitano)             |
| 4  | Georgia (bandiera)    | D     | K'akhaber K'aladze                   |
| 5  | Italia (bandiera)     | D     | Alessandro Costacurta (vicecapitano) |
| 7  | Ucraina (bandiera)    | A     | Andrij Ševčenko                      |
| 8  | Italia (bandiera)     | C     | Gennaro Gattuso                      |
| 9  | Italia (bandiera)     | A     | Filippo Inzaghi                      |
| 10 | Portogallo (bandiera) | C     | Rui Costa                            |
| 11 | Italia (bandiera)     | A     | Alberto Gilardino                    |
| 12 | Italia (bandiera)     | P     | Valerio Fiori                        |
| 13 | Italia (bandiera)     | D     | Alessandro Nesta                     |
| 14 | Svizzera (bandiera)   | C     | Johann Vogel                         |
| 16 | Australia (bandiera)  | P     | Željko Kalac                         |

| N. |                        | Ruolo | Calciatore                |
| -- | ---------------------- | ----- | ------------------------- |
| 17 | Croazia (bandiera)     | D     | Dario Šimić               |
| 18 | Rep. Ceca (bandiera)   | D     | Marek Jankulovski         |
| 20 | Paesi Bassi (bandiera) | C     | Clarence Seedorf          |
| 21 | Italia (bandiera)      | C     | Andrea Pirlo              |
| 22 | Brasile (bandiera)     | C     | Kaká                      |
| 23 | Italia (bandiera)      | C     | Massimo Ambrosini         |
| 27 | Brasile (bandiera)     | C     | Serginho                  |
| 31 | Paesi Bassi (bandiera) | D     | Jaap Stam                 |
| 32 | Italia (bandiera)      | A     | Christian Vieri           |
| 33 | Grecia (bandiera)      | P     | Dimitrios Eleftheropoulos |
| 37 | Brasile (bandiera)     | A     | Márcio Amoroso            |
| 41 | Italia (bandiera)      | A     | Matteo Ardemagni          |
| 44 | Slovenia (bandiera)    | C     | Sandro Bloudek            |
| 46 | Italia (bandiera)      | D     | Lino Marzorati            |
| 47 | Italia (bandiera)      | D     | Davide Astori             |

## Calciomercato

### Sessione estiva
| Acquisti | Acquisti                  | Acquisti | Acquisti                   |
| R.       | Nome                      | da       | Modalità                   |
| -------- | ------------------------- | -------- | -------------------------- |
| P        | Dimitrios Eleftheropoulos | Messina  | definitivo                 |
| P        | Željko Kalac              | Perugia  | definitivo                 |
| D        | Ignazio Abate             | Napoli   | fine prestito              |
| D        | Mohamed Sarr              | Vittoria | fine prestito              |
| C        | Catilina Aubameyang       | Ancona   | fine prestito              |
| C        | Samuele Dalla Bona        | Lecce    | fine prestito              |
| C        | Marek Jankulovski         | Udinese  | definitivo (8,5 milioni €) |
| C        | Johann Vogel              | PSV      | definitivo                 |
| A        | Marco Borriello           | Reggina  | fine prestito              |
| A        | Alberto Gilardino         | Parma    | definitivo (25 milioni €)  |
| A        | Nicola Pozzi              | Pescara  | fine prestito              |
| A        | Christian Vieri           | Inter    | definitivo                 |

| Cessioni | Cessioni                  | Cessioni            | Cessioni                   |
| R.       | Nome                      | a                   | Modalità                   |
| -------- | ------------------------- | ------------------- | -------------------------- |
| P        | Christian Abbiati         | Juventus            | prestito                   |
| P        | Dimitrios Eleftheropoulos | Roma                | definitivo                 |
| D        | Ignazio Abate             | Piacenza            | prestito                   |
| D        | Digão                     | Rimini              | prestito                   |
| D        | Harvey Esajas             | Legnano             | definitivo                 |
| D        | Giuseppe Pancaro          | Fiorentina          | definitivo                 |
| D        | Romano Perticone          | Pizzighettone       | prestito                   |
| D        | Mohamed Sarr              | Standard Liegi      | definitivo                 |
| C        | Catilina Aubameyang       | Lugano              | prestito                   |
| C        | Cristian Brocchi          | Fiorentina          | prestito                   |
| C        | Samuele Dalla Bona        | Sampdoria           | prestito                   |
| C        | Marco Donadel             | Fiorentina          | definitivo (1,3 milioni €) |
| C        | Vikash Dhorasoo           | Paris Saint-Germain | definitivo                 |
| A        | Marco Borriello           | Sampdoria           | prestito                   |
| A        | Hernán Crespo             | Chelsea             | fine prestito              |
| A        | Nicola Pozzi              | Empoli              | comproprietà               |
| A        | Jon Dahl Tomasson         | Stoccarda           | definitivo (5 milioni €)   |

### Sessione invernale
| Acquisti | Acquisti            | Acquisti  | Acquisti      |
| R.       | Nome                | da        | Modalità      |
| -------- | ------------------- | --------- | ------------- |
| C        | Catilina Aubameyang | Lugano    | fine prestito |
| A        | Márcio Amoroso      | San Paolo | definitivo    |

| Cessioni | Cessioni            | Cessioni | Cessioni   |
| R.       | Nome                | a        | Modalità   |
| -------- | ------------------- | -------- | ---------- |
| C        | Catilina Aubameyang | Chiasso  | prestito   |
| A        | Christian Vieri     | Monaco   | definitivo |

## Risultati

### Serie A

#### Girone di andata
| Arbitro: | De Santis (Tivoli) |

|            |           |              |
| Cudini 58’ | Marcatori | 64’ Ševčenko |

| Arbitro: | Farina (Novi Ligure) |

|                                     |           |           |
| Ambrosini 15’ Ševčenko 31’ Kaká 81’ | Marcatori | 45’ Tudor |

| Arbitro: | Bertini (Arezzo) |

|                           |           |               |
| Bonazzoli 38’ Tonetto 57’ | Marcatori | 18’ Gilardino |

| Arbitro: | Messina (Bergamo) |

|                       |           |  |
| Ševčenko 12’ Kaká 14’ | Marcatori |  |

| Arbitro: | Palanca (Roma 1) |

|  |           |                                   |
|  | Marcatori | 43’ (rig.) Ševčenko 72’ Gilardino |

| Arbitro: | Rizzoli (Bologna) |

|                 |           |               |
| Maldini 5’, 20’ | Marcatori | 90+3’ Cavalli |

| Arbitro: | Messina (Bergamo) |

|  |           |                           |
|  | Marcatori | 1’ Gilardino 27’ Ševčenko |

| Arbitro: | Farina (Novi Ligure) |

|                         |           |                |
| Gattuso 29’ Inzaghi 78’ | Marcatori | 28’ Caracciolo |

| Arbitro: | Trefoloni (Siena) |

|               |           |                                |
| Vannucchi 36’ | Marcatori | 45+1’, 50’ Gilardino 55’ Vieri |

| Arbitro: | Bertini (Arezzo) |

|                                |           |               |
| Seedorf 14’ Kaká 26’ Pirlo 45’ | Marcatori | 76’ Trezeguet |

| Arbitro: | Pieri (Lucca) |

|                                                   |           |                     |
| Gilardino 25’, 53’ Seedorf 37’ Pirlo 45’ Kaká 77’ | Marcatori | 60’ (rig.) Iaquinta |

| Arbitro: | Rodomonti (Teramo) |

|                             |           |               |
| Toni 10’, 87’ Jørgensen 46’ | Marcatori | 25’ Gilardino |

| Arbitro: | Tombolini (Ancona) |

|                        |           |           |
| Pirlo 3’ Inzaghi 90+4’ | Marcatori | 67’ Konan |

| Arbitro: | Pieri (Lucca) |

|                                 |           |             |
| Pellissier 45+1’ Tiribocchi 82’ | Marcatori | 22’ Kaladze |

| Arbitro: | Messina (Bergamo) |

|                                       |           |                              |
| Adriano 24’ (rig.), 90+2’ Martins 59’ | Marcatori | 39’ (rig.) Ševčenko 83’ Stam |

| Arbitro: | Tagliavento (Terni) |

|                                                  |           |  |
| Ševčenko 23’ (rig.), 48’ Pirlo 83’ Gilardino 85’ | Marcatori |  |

| Arbitro: | Trefoloni (Siena) |

|  |           |                                 |
|  | Marcatori | 23’, 60’ Gilardino 71’ Ševčenko |

| Arbitro: | Mazzoleni (Bergamo) |

|                                                        |           |                                   |
| Cardone 27’ (aut.) Gilardino 29’ Kaká 36’ Ševčenko 81’ | Marcatori | 24’ Cannavaro 70’, 85’ Marchionni |

| Arbitro: | Rosetti (Torino) |

|             |           |  |
| Mancini 81’ | Marcatori |  |

#### Girone di ritorno
| Arbitro: | Rocchi (Firenze) |

|            |           |  |
| Inzaghi 5’ | Marcatori |  |

| Arbitro: | Morganti (Ascoli Piceno) |

|  |           |                            |
|  | Marcatori | 12’, 84’ Kaká 69’ Ševčenko |

| Arbitro: | De Santis (Tivoli) |

|                     |           |                |
| Ševčenko 13’ (rig.) | Marcatori | 36’ Gasbarroni |

| Roma 5 febbraio 2006, ore 20:30 CET 23ª giornata | Lazio             | 0 – 0 referto | Milan | Stadio Olimpico (29.956 spett.)\| Arbitro: \| Saccani (Mantova) \| |
| Arbitro:                                         | Saccani (Mantova) |               |       |                                                                    |

| Arbitro: | Stefanini (Prato) |

|                                                      |           |  |
| Kaká 14’ Ševčenko 53’, 64’ Gilardino 62’ Inzaghi 73’ | Marcatori |  |

| Arbitro: | Tombolini (Ancona) |

|            |           |                                       |
| Paredes 9’ | Marcatori | 14’, 52’, 90+3’ Inzaghi 37’ Gilardino |

| Arbitro: | Morganti (Ascoli Piceno) |

|                      |           |  |
| Gilardino 23’ (rig.) | Marcatori |  |

| Arbitro: | Pieri (Lucca) |

|  |           |                                 |
|  | Marcatori | 72’ Inzaghi 82’ (rig.) Ševčenko |

| Arbitro: | Dondarini (Finale Emilia) |

|                               |           |  |
| Inzaghi 77’, 86’ Ševčenko 81’ | Marcatori |  |

| Torino 12 marzo 2006, ore 20:30 CET 29ª giornata | Juventus           | 0 – 0 referto | Milan | Stadio delle Alpi (39.087 spett.)\| Arbitro: \| De Santis (Tivoli) \| |
| Arbitro:                                         | De Santis (Tivoli) |               |       |                                                                       |

| Arbitro: | Trefoloni (Siena) |

|  |           |                                             |
|  | Marcatori | 42’, 65’ Ševčenko 61’ Gilardino 71’ Seedorf |

| Arbitro: | Paparesta (Bari) |

|                                   |           |          |
| Ševčenko 20’ Kaká 48’ Gattuso 60’ | Marcatori | 13’ Toni |

| Arbitro: | Dondarini (Finale Emilia) |

|           |           |  |
| Konan 54’ | Marcatori |  |

| Arbitro: | Bertini (Arezzo) |

|                                       |           |                |
| Nesta 29’ Kaká 62’, 69’ (rig.), 90+1’ | Marcatori | 13’ Pellissier |

| Arbitro: | De Santis (Tivoli) |

|             |           |  |
| Kaladze 70’ | Marcatori |  |

| Arbitro: | Pieri (Lucca) |

|           |           |                                           |
| Sculli 7’ | Marcatori | 33’ Jankulovski 44’ Gattuso 90’ Gilardino |

| Arbitro: | Racalbuto (Gallarate) |

|                  |           |  |
| Inzaghi 28’, 65’ | Marcatori |  |

| Arbitro: | Paparesta (Bari) |

|                  |           |                                      |
| Corradi 54’, 88’ | Marcatori | 29’ (rig.) Kaká 43’ Cafu 56’ Seedorf |

| Arbitro: | De Marco (Chiavari) |

|                                     |           |           |
| Kaká 5’ (rig.) Amoroso 90+1’ (rig.) | Marcatori | 34’ Mexès |

### Coppa Italia

#### Fase finale
| Arbitro: | Rizzoli (Bologna) |

|                                       |           |             |
| Rui Costa 26’ Gilardino 40’ Vieri 69’ | Marcatori | 48’ Alberti |

| Arbitro: | De Marco (Chiavari) |

|                                              |           |                                                   |
| Del Nero 38’ Di Biagio 61’ (rig.) Hamšík 71’ | Marcatori | 15’ Seedorf 31’ Inzaghi 49’, 88’ (rig.) Rui Costa |

| Arbitro: | Farina (Novi Ligure) |

|               |           |  |
| Gilardino 87’ | Marcatori |  |

| Arbitro: | Ayroldi (Molfetta) |

|                                  |           |  |
| González 10’, 51’ Caracciolo 18’ | Marcatori |  |

### Champions League

#### Fase a gironi
| Arbitro: | Riley |

|                            |           |                 |
| Kaká 18’, 87’ Ševčenko 89’ | Marcatori | 63’ (rig.) Alex |

| Arbitro: | Bo Larsen |

|                        |           |                         |
| Larsen 3’ Altıntop 70’ | Marcatori | 1’ Seedorf 59’ Ševčenko |

| Milano 19 ottobre 2005, ore 20:45 CEST 3ª giornata – Gruppo E | Milan  | 0 – 0 referto | PSV | Stadio Giuseppe Meazza (39.298 spett.)\| Arbitro: \| Plautz \| |
| Arbitro:                                                      | Plautz |               |     |                                                                |

| Arbitro: | Poll |

|            |           |  |
| Farfán 12’ | Marcatori |  |

| Arbitro: | Hauge |

|  |           |                             |
|  | Marcatori | 16’, 52’, 70’, 76’ Ševčenko |

| Arbitro: | Mejuto González |

|                         |           |                         |
| Pirlo 42’ Kaká 52’, 60’ | Marcatori | 44’ Poulsen 66’ Lincoln |

#### Fase ad eliminazione diretta
| Arbitro: | De Bleeckere |

|             |           |                     |
| Ballack 23’ | Marcatori | 58’ (rig.) Ševčenko |

| Arbitro: | Plautz |

|                                       |           |            |
| Inzaghi 8’, 47’ Ševčenko 25’ Kaká 59’ | Marcatori | 35’ Ismaël |

| Lione 29 marzo 2006, ore 20:45 CEST Quarti di finale - Andata | Olympique Lione | 0 – 0 referto | Milan | Stade de Gerland (67.500 spett.)\| Arbitro: \| Plautz \| |
| Arbitro:                                                      | Plautz          |               |       |                                                          |

| Arbitro: | Hauge |

|                                 |           |            |
| Inzaghi 28’, 88’ Ševčenko 90+3’ | Marcatori | 31’ Diarra |

| Arbitro: | Sars |

|  |           |           |
|  | Marcatori | 57’ Giuly |

| Barcellona 26 aprile 2006, ore 20:45 CEST Semifinale - Ritorno | Barcellona | 0 – 0 referto | Milan | Camp Nou (67.500 spett.)\| Arbitro: \| Merk \| |
| Arbitro:                                                       | Merk       |               |       |                                                |

## Statistiche

### Statistiche di squadra
| Competizione     | Punti | In casa | In casa | In casa | In casa | In casa | In casa | In trasferta | In trasferta | In trasferta | In trasferta | In trasferta | In trasferta | Totale | Totale | Totale | Totale | Totale | Totale | DR  |
| Competizione     | Punti | G       | V       | N       | P       | Gf      | Gs      | G            | V            | N            | P            | Gf           | Gs           | G      | V      | N      | P      | Gf     | Gs     | DR  |
| ---------------- | ----- | ------- | ------- | ------- | ------- | ------- | ------- | ------------ | ------------ | ------------ | ------------ | ------------ | ------------ | ------ | ------ | ------ | ------ | ------ | ------ | --- |
| Serie A          | 58    | 19      | 18      | 1       | 0       | 50      | 13      | 19           | 10           | 3            | 6            | 35           | 18           | 38     | 28     | 4      | 6      | 85     | 31     | +54 |
| Coppa Italia     | -     | 2       | 2       | 0       | 0       | 4       | 1       | 2            | 1            | 0            | 1            | 4            | 6            | 4      | 3      | 0      | 1      | 8      | 7      | +1  |
| Champions League | -     | 6       | 4       | 1       | 1       | 13      | 6       | 6            | 1            | 4            | 1            | 7            | 4            | 12     | 5      | 5      | 2      | 20     | 10     | +10 |
| Totale           | -     | 27      | 24      | 2       | 1       | 67      | 20      | 27           | 12           | 7            | 8            | 46           | 28           | 54     | 36     | 9      | 9      | 113    | 48     | +65 |

### Andamento in campionato
| Giornata  | 1  | 2 | 3  | 4 | 5 | 6 | 7 | 8 | 9 | 10 | 11 | 12 | 13 | 14 | 15 | 16 | 17 | 18 | 19 | 20 | 21 | 22 | 23 | 24 | 25 | 26 | 27 | 28 | 29 | 30 | 31 | 32 | 33 | 34 | 35 | 36 | 37 | 38 |
| --------- | -- | - | -- | - | - | - | - | - | - | -- | -- | -- | -- | -- | -- | -- | -- | -- | -- | -- | -- | -- | -- | -- | -- | -- | -- | -- | -- | -- | -- | -- | -- | -- | -- | -- | -- | -- |
| Luogo     | T  | C | T  | C | T | C | T | C | T | C  | C  | T  | C  | T  | T  | C  | T  | C  | T  | C  | T  | C  | T  | C  | T  | C  | T  | C  | T  | T  | C  | T  | C  | C  | T  | C  | T  | C  |
| Risultato | N  | V | P  | V | V | V | V | V | V | V  | V  | P  | V  | P  | P  | V  | V  | V  | P  | V  | V  | N  | N  | V  | V  | V  | V  | V  | N  | V  | V  | P  | V  | V  | V  | V  | V  | V  |
| Posizione | 10 | 4 | 11 | 8 | 4 | 2 | 2 | 2 | 2 | 2  | 2  | 2  | 2  | 2  | 4  | 3  | 3  | 2  | 3  | 3  | 3  | 3  | 3  | 3  | 2  | 2  | 2  | 2  | 2  | 2  | 2  | 2  | 2  | 2  | 2  | 2  | 2  | 2  |

Fonte:  Serie A – Classifiche, su legaseriea.it. URL consultato il 20 novembre 2017 (archiviato dall'url originale il 12 giugno 2018).
Legenda:

Luogo: C = Casa; T = Trasferta. Risultato: V = Vittoria; N = Pareggio; P = Sconfitta.

### Statistiche dei giocatori
Sono in corsivo i calciatori che hanno lasciato la società durante la stagione.
| Giocatore          | Serie A  | Serie A | Serie A     | Serie A    | Coppa Italia | Coppa Italia | Coppa Italia | Coppa Italia | Champions League | Champions League | Champions League | Champions League | Totale   | Totale | Totale      | Totale     |
| Giocatore          | Presenze | Reti    | Ammonizioni | Espulsioni | Presenze     | Reti         | Ammonizioni  | Espulsioni   | Presenze         | Reti             | Ammonizioni      | Espulsioni       | Presenze | Reti   | Ammonizioni | Espulsioni |
| ------------------ | -------- | ------- | ----------- | ---------- | ------------ | ------------ | ------------ | ------------ | ---------------- | ---------------- | ---------------- | ---------------- | -------- | ------ | ----------- | ---------- |
| M. Ambrosini       | 13       | 1       | 1           | 0          | 1            | 0            | 0            | 0            | 4                | 0                | 0                | 0                | 18       | 1      | 1           | 0          |
| M. Amoroso         | 4        | 1       | 0           | 0          | 1            | 0            | 0            | 0            | 0                | 0                | 0                | 0                | 5        | 1      | 0           | 0          |
| M. Ardemagni       | 0        | 0       | 0           | 0          | 1            | 0            | 0            | 0            | 0                | 0                | 0                | 0                | 1        | 0      | 0           | 0          |
| S. Bloudek         | 0        | 0       | 0           | 0          | 0            | 0            | 0            | 0            | 0                | 0                | 0                | 0                | 0        | 0      | 0           | 0          |
| Cafu               | 19       | 1       | 1           | 0          | 1            | 0            | 0            | 0            | 5                | 0                | 0                | 0                | 25       | 1      | 1           | 0          |
| A. Costacurta      | 15       | 0       | 0           | 0          | 3            | 0            | 0            | 0            | 3                | 0                | 2                | 0                | 21       | 0      | 2           | 0          |
| Dida               | 36       | -31     | 0           | 0          | 0            | -0           | 0            | 0            | 12               | -10              | 0                | 0                | 48       | -41    | 0           | 0          |
| D. Eleftheropoulos | 0        | -0      | 0           | 0          | 0            | -0           | 0            | 0            | 0                | -0               | 0                | 0                | 0        | -0     | 0           | 0          |
| V. Fiori           | 0        | -0      | 0           | 0          | 0            | -0           | 0            | 0            | 0                | -0               | 0                | 0                | 0        | -0     | 0           | 0          |
| G. Gattuso         | 35       | 3       | 4           | 1          | 3            | 0            | 0            | 0            | 11               | 0                | 4                | 0                | 49       | 3      | 8           | 1          |
| A. Gilardino       | 34       | 17      | 2           | 0          | 3            | 2            | 0            | 0            | 10               | 0                | 0                | 0                | 47       | 19     | 2           | 0          |
| F. Inzaghi         | 23       | 12      | 1           | 0          | 2            | 1            | 0            | 0            | 6                | 4                | 2                | 0                | 31       | 17     | 3           | 0          |
| M. Jankulovski     | 22       | 1       | 2           | 0          | 4            | 0            | 0            | 0            | 2                | 0                | 0                | 0                | 28       | 1      | 2           | 0          |
| Kaká               | 35       | 14      | 1           | 0          | 2            | 0            | 0            | 0            | 12               | 5                | 1                | 0                | 49       | 19     | 2           | 0          |
| Ž. Kalac           | 2        | -0      | 0           | 0          | 4            | -7           | 0            | 0            | 1                | -0               | 0                | 0                | 7        | -7     | 0           | 0          |
| K. K'aladze        | 28       | 2       | 5           | 0          | 4            | 0            | 0            | 0            | 11               | 0                | 0                | 0                | 43       | 2      | 5           | 0          |
| P. Maldini         | 14       | 2       | 1           | 0          | 0            | 0            | 0            | 0            | 9                | 0                | 2                | 0                | 23       | 2      | 3           | 0          |
| L. Marzorati       | 0        | 0       | 0           | 0          | 2            | 0            | 0            | 0            | 0                | 0                | 0                | 0                | 2        | 0      | 0           | 0          |
| A. Nesta           | 30       | 1       | 8           | 0          | 2            | 0            | 0            | 0            | 10               | 0                | 2                | 0                | 42       | 1      | 10          | 0          |
| A. Pirlo           | 33       | 4       | 4           | 0          | 4            | 0            | 0            | 0            | 12               | 1                | 1                | 0                | 49       | 5      | 5           | 0          |
| Rui Costa          | 25       | 0       | 3           | 0          | 3            | 3            | 0            | 0            | 4                | 0                | 0                | 0                | 32       | 3      | 3           | 0          |
| C. Seedorf         | 36       | 4       | 3           | 1          | 2            | 1            | 0            | 0            | 11               | 1                | 1                | 0                | 49       | 6      | 4           | 1          |
| Serginho           | 33       | 0       | 5           | 0          | 3            | 0            | 0            | 0            | 11               | 0                | 1                | 0                | 47       | 0      | 6           | 0          |
| A. Ševčenko        | 28       | 19      | 1           | 0          | 0            | 0            | 0            | 0            | 12               | 9                | 0                | 0                | 40       | 28     | 1           | 0          |
| D. Šimić           | 15       | 0       | 2           | 0          | 4            | 0            | 0            | 0            | 2                | 0                | 0                | 0                | 21       | 0      | 2           | 0          |
| J. Stam            | 25       | 1       | 5           | 1          | 3            | 0            | 0            | 0            | 9                | 0                | 0                | 1                | 37       | 1      | 5           | 2          |
| C. Vieri           | 8        | 1       | 1           | 0          | 1            | 1            | 0            | 0            | 5                | 0                | 0                | 0                | 14       | 2      | 1           | 0          |
| J. Vogel           | 14       | 0       | 1           | 0          | 3            | 0            | 0            | 0            | 5                | 0                | 1                | 0                | 22       | 0      | 2           | 0          |